# Traunviertel

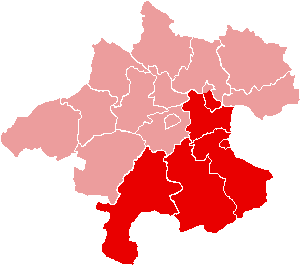
Kaart van het Traunviertel in Opper-Oostenrijk

Het Traunviertel (Duits voor het  Traun-kwartier of  -district) is een  Oostenrijkse streek, die deel uitmaakt van Opper-Oostenrijk. Het is een van de vier kwartieren van Opper-Oostenrijk; de andere zijn het 
Hausruckviertel, het Mühlviertel en het Innviertel. Het gebied is genoemd naar de rivier de Traun, die door de streek stroomt.
Oorspronkelijk was het gebied bezit van de graven van Traungau, de Ottakaren, en  was  het tot 1254 deel van het hertogdom  Stiermarken. Door het Verdrag van Ofen van  1254  tussen Ottokar II Přemysl en de Hongaarse koning Béla IV werd het gebied afgesplitst van Stiermarken en kernland van het huidige Opper-Oostenrijk.
Het gebied komt thans overeen met de districten Linz-Land, Steyr-Land, Kirchdorf, Gmunden, Steyr en de stad  Linz (alleen het deel zuidelijk van de Donau). Belangrijkste steden van  Traunviertel zijn Linz (hoofdstad van Opper-Oostenrijk), Gmünden, Kirchdorf an der Krems en Steyr.